# بيت ويلكوكس
بيت ويلكوكس (بالإنجليزية: Pete Wilcox)‏ هو قسيس بريطاني، ولد في 1961.